# Députés élus au premier tour des élections législatives françaises de 1968
Cette page dresse la liste des candidats aux élections législatives de 1968 élus dès le premier tour.

## Liste des élus
| Nom                                     |  | Parti | Circonscription                                 | Résultat |
| --------------------------------------- |  | ----- | ----------------------------------------------- | -------- |
| Marcel Anthonioz                        |  | RI    | Ain (2e)                                        | 56,76 %  |
| Albert Catalifaud                       |  | UDR   | Aisne (4e)                                      | 50,76 %  |
| Paul Dijoud                             |  | RI    | Hautes-Alpes (2e)                               | 50,44 %  |
| Pierre Cornet                           |  | UDR   | Ardèche (1re)                                   | 52,63 %  |
| Roland Boscary-Monsservin               |  | RI    | Aveyron (1re)                                   | 76 %     |
| Louis-Alexis Delmas                     |  | UDR   | Aveyron (3e)                                    | 57,59 %  |
| François Billoux                        |  | PCF   | Bouches-du-Rhône (4e)                           | 50,55 %  |
| Robert Bisson                           |  | UDR   | Calvados (2e)                                   | 54,41 %  |
| Michel d'Ornano                         |  | RI    | Calvados (3e)                                   | 59,99 %  |
| Raymond Triboulet                       |  | UDR   | Calvados (4e)                                   | 54,76 %  |
| Augustin Chauvet                        |  | UDR   | Cantal (1re)                                    | 63,3 %   |
| Georges Pompidou                        |  | UDR   | Cantal (2e)                                     | 80,1 %   |
| Raymond Réthoré                         |  | UDR   | Charente (1re)                                  | 53,49 %  |
| Albert Bignon                           |  | UDR   | Charente-Maritime (2e)                          | 51,30 %  |
| Jean de Lipkowski                       |  | UDR   | Charente-Maritime (5e)                          | 61,10 %  |
| Raymond Boisdé                          |  | RI    | Cher (1re)                                      | 60,97 %  |
| Jean Charbonnel                         |  | UDR   | Corrèze (2e)                                    | 51,02 %  |
| Jacques Chirac                          |  | UDR   | Corrèze (3e)                                    | 54,37 %  |
| Jean Bozzi                              |  | UDR   | Corse (1re)                                     | 54,64 %  |
| Pierre-Paul Giacomi                     |  | UDR   | Corse (2e)                                      | 53,05 %  |
| Jean-Paul de Rocca Serra                |  | UDR   | Corse (3e)                                      | 57,57 %  |
| Robert Poujade                          |  | UDR   | Côte-d'Or (1re)                                 | 50,73 %  |
| Gilbert Mathieu                         |  | RI    | Côte-d'Or (4e)                                  | 50,3 %   |
| René Pleven                             |  | CD    | Côtes-du-Nord (2e)                              | 69,87 %  |
| Marie-Madeleine Dienesch                |  | UDR   | Côtes-du-Nord (3e)                              | 53,01 %  |
| Yves Guéna                              |  | UDR   | Dordogne (1re)                                  | 53,17 %  |
| Jacques Weinman                         |  | UDR   | Doubs (1re)                                     | 54,83 %  |
| Edgar Faure                             |  | UDR   | Doubs (3e)                                      | 74,9 %   |
| Jean de Broglie                         |  | RI    | Eure (1re)                                      | 51,05 %  |
| Jean Lainé                              |  | RI    | Eure (2e)                                       | 58,38 %  |
| René Tomasini                           |  | UDR   | Eure (4e)                                       | 61,5 %   |
| Michel Hoguet                           |  | UDR   | Eure-et-Loir (3e)                               | 53,48 %  |
| Gabriel de Poulpiquet                   |  | UDR   | Finistère (3e)                                  | 88,30 %  |
| Antoine Caill                           |  | UDR   | Finistère (5e)                                  | 53,44 %  |
| Jean Poudevigne                         |  | CNIP  | Gard (2e)                                       | 51,19 %  |
| Pierre de Montesquiou                   |  | CR    | Gers (2e)                                       | 53,16 %  |
| Jacques Chaban-Delmas                   |  | UDR   | Gironde (2e)                                    | 52,22 %  |
| Robert Boulin                           |  | UDR   | Gironde (9e)                                    | 50,16 %  |
| François Le Douarec                     |  | UDR   | Ille-et-Vilaine (2e)                            | 55,40 %  |
| Henri Lassourd                          |  | UDR   | Ille-et-Vilaine (3e)                            | 53,54 %  |
| Isidore Renouard                        |  | RI    | Ille-et-Vilaine (4e)                            | 77,20 %  |
| Michel Cointat                          |  | UDR   | Ille-et-Vilaine (5e)                            | 52,89 %  |
| Yvon Bourges                            |  | UDR   | Ille-et-Vilaine (6e)                            | 53,49 %  |
| Jean Royer                              |  | UDR   | Indre-et-Loire (1re)                            | 60,26 %  |
| André-Georges Voisin                    |  | UDR   | Indre-et-Loire (4e)                             | 51,31 %  |
| Aimé Paquet                             |  | RI    | Isère (1re)                                     | 51,08 %  |
| André Mirtin                            |  | UDR   | Landes (1re)                                    | 51,47 %  |
| Xavier Hunault                          |  | DVD   | Loire-Atlantique (5e)                           | 72,17 %  |
| Olivier Guichard                        |  | UDR   | Loire-Atlantique (7e)                           | 60,31 %  |
| Lucien Richard                          |  | UDR   | Loire-Atlantique (8e)                           | 64,58 %  |
| Henri Duvillard                         |  | UDR   | Loiret (1re)                                    | 56,17 %  |
| Pierre Charié                           |  | UDR   | Loiret (3e)                                     | 58,73 %  |
| Xavier Deniau                           |  | UDR   | Loiret (4e)                                     | 62,65 %  |
| Pierre Couderc                          |  | RI    | Lozère (1re)                                    | 68,37 %  |
| Charles de Chambrun                     |  | UDR   | Lozère (2e)                                     | 76,8 %   |
| Jean Foyer                              |  | UDR   | Maine-et-Loire (2e)                             | 53,08 %  |
| Philippe Rivain                         |  | UDR   | Maine-et-Loire (3e)                             | 69,37 %  |
| Robert Hauret                           |  | UDR   | Maine-et-Loire (4e)                             | 50,95 %  |
| René Le Bault de La Morinière           |  | UDR   | Maine-et-Loire (5e)                             | 62,09 %  |
| René la Combe                           |  | UDR   | Maine-et-Loire (6e)                             | 59,62 %  |
| Émile Bizet                             |  | UDR   | Manche (2e)                                     | 83,96 %  |
| Henri Baudouin                          |  | UDR   | Manche (3e)                                     | 65,12 %  |
| Pierre Godefroy                         |  | UDR   | Manche (4e)                                     | 78,99 %  |
| Jacques Hébert                          |  | UDR   | Manche (5e)                                     | 55,45 %  |
| Jean Taittinger                         |  | UDR   | Marne (1re)                                     | 58,25 %  |
| Jean Falala                             |  | UDR   | Marne (2e)                                      | 51,02 %  |
| Jean Degraeve                           |  | UDR   | Marne (3e)                                      | 50,42 %  |
| Bernard Stasi                           |  | CD    | Marne (4e)                                      | 57,49 %  |
| Jean Favre                              |  | UDR   | Haute-Marne (1re)                               | 56,79 %  |
| Jacques Delong                          |  | UDR   | Haute-Marne (2e)                                | 54,03 %  |
| Pierre Buron                            |  | UDR   | Mayenne (1re)                                   | 55,92 %  |
| Bertrand Denis                          |  | RI    | Mayenne (3e)                                    | 80,63 %  |
| William Jacson                          |  | UDR   | Meurthe-et-Moselle (2e)                         | 51,77 %  |
| Pierre Weber                            |  | RI    | Meurthe-et-Moselle (3e)                         | 62,18 %  |
| Jean Bichat                             |  | RI    | Meurthe-et-Moselle (4e)                         | 58,07 %  |
| Louis Jacquinot                         |  | UDR   | Meuse (1re)                                     | 62,57 %  |
| André Beauguitte                        |  | RI    | Meuse (2e)                                      | 63,72 %  |
| Raymond Marcellin                       |  | RI    | Morbihan (1re)                                  | 81,53 %  |
| Christian Bonnet                        |  | RI    | Morbihan (2e)                                   | 72,43 %  |
| Hervé Laudrin                           |  | UDR   | Morbihan (3e)                                   | 72,15 %  |
| Yves du Halgouët                        |  | RI    | Morbihan (4e)                                   | 55,87 %  |
| Raymond Mondon                          |  | RI    | Moselle (1re)                                   | 61,32 %  |
| Julien Schvartz                         |  | UDR   | Moselle (5e)                                    | 62,73 %  |
| Étienne Hinsberger                      |  | UDR   | Moselle (7e)                                    | 51,72 %  |
| Pierre Messmer                          |  | UDR   | Moselle (8e)                                    | 72,24 %  |
| François-Xavier Ortoli                  |  | UDR   | Nord (1re)                                      | 57,87 %  |
| Liévin Danel                            |  | UDR   | Nord (3e)                                       | 52,36 %  |
| Henri Blary                             |  | UDR   | Nord (9e)                                       | 57,59 %  |
| Maurice Schumann                        |  | UDR   | Nord (10e)                                      | 52,53 %  |
| Maurice Cornette                        |  | UDR   | Nord (12e)                                      | 62,61 %  |
| Auguste Damette                         |  | UDR   | Nord (13e)                                      | 53,48 %  |
| Arthur Moulin                           |  | UDR   | Nord (21e)                                      | 50,11 %  |
| Marcel Dassault                         |  | UDR   | Oise (1re)                                      | 62,70 %  |
| François Bénard                         |  | UDR   | Oise (5e)                                       | 60,88 %  |
| Louis Terrenoire                        |  | UDR   | Orne (1re)                                      | 54,64 %  |
| Pierre Bonnel                           |  | RI    | Pas-de-Calais (3e)                              | 52,47 %  |
| Marcel Béraud                           |  | UDR   | Pas-de-Calais (4e)                              | 54,01 %  |
| Henri Collette                          |  | UDR   | Pas-de-Calais (6e)                              | 52,77 %  |
| Valéry Giscard d'Estaing                |  | RI    | Puy-de-Dôme (2e)                                | 61,37 %  |
| Michel Inchauspé                        |  | UDR   | Basses-Pyrénées (3e)                            | 54,1 %   |
| René Radius                             |  | UDR   | Bas-Rhin (1re)                                  | 59,36 %  |
| André Bord                              |  | UDR   | Bas-Rhin (2e)                                   | 63,44 %  |
| Georges Ritter                          |  | UDR   | Bas-Rhin (3e)                                   | 53,72 %  |
| Albert Ehm                              |  | UDR   | Bas-Rhin (4e)                                   | 65,55 %  |
| Gérard Lehn                             |  | UDR   | Bas-Rhin (5e)                                   | 67,7 %   |
| Alfred Westphal                         |  | UDR   | Bas-Rhin (6e)                                   | 83,72 %  |
| François Grussenmeyer                   |  | UDR   | Bas-Rhin (7e)                                   | 84,75 %  |
| Germain Sprauer                         |  | UDR   | Bas-Rhin (8e)                                   | 84,31 %  |
| Edmond Borocco                          |  | UDR   | Haut-Rhin (1re)                                 | 59,68 %  |
| Georges Bourgeois                       |  | UDR   | Haut-Rhin (2e)                                  | 63,98 %  |
| Alphonse Jenn                           |  | UDR   | Haut-Rhin (3e)                                  | 60,33 %  |
| Raymond Zimmermann                      |  | UDR   | Haut-Rhin (4e)                                  | 53,53 %  |
| Antoine Gissinger                       |  | UDR   | Haut-Rhin (5e)                                  | 59,37 %  |
| Édouard Charret                         |  | UDR   | Rhône (3e)                                      | 57,93 %  |
| Pierre Vitter                           |  | RI    | Haute-Saône (1re)                               | 58,89 %  |
| Henri Lacagne                           |  | UDR   | Saône-et-Loire (3e)                             | 50,56 %  |
| André Jarrot                            |  | UDR   | Saône-et-Loire (4e)                             | 57,46 %  |
| Joël Le Theule                          |  | UDR   | Sarthe (4e)                                     | 63,5 %   |
| Michel d'Aillières                      |  | RI    | Sarthe (5e)                                     | 60,74 %  |
| Jean Delachenal                         |  | RI    | Savoie (1re)                                    | 56,96 %  |
| Pierre Dumas                            |  | UDR   | Savoie (3e)                                     | 53,08 %  |
| Georges Pianta                          |  | RI    | Haute-Savoie (2e)                               | 63,06 %  |
| Maurice Couve de Murville               |  | UDR   | Paris (6e)                                      | 53,5 %   |
| Bernard Lafay                           |  | UDR   | Paris (22e)                                     | 52,72 %  |
| Joël Le Tac                             |  | UDR   | Paris (26e)                                     | 51,37 %  |
| André Bettencourt                       |  | RI    | Seine-Maritime (5e)                             | 64,11 %  |
| Maurice Georges                         |  | UDR   | Seine-Maritime (6e)                             | 50,07 %  |
| Roger Fossé                             |  | UDR   | Seine-Maritime (8e)                             | 58,16 %  |
| Georges Delatre                         |  | UDR   | Seine-Maritime (10e)                            | 56,74 %  |
| Marc Jacquet                            |  | UDR   | Seine-et-Marne (1re)                            | 50,36 %  |
| Bertrand Flornoy                        |  | UDR   | Seine-et-Marne (3e)                             | 56,93 %  |
| Alain Peyrefitte                        |  | UDR   | Seine-et-Marne (4e)                             | 57,18 %  |
| Marie-Magdeleine Aymé de La Chevrelière |  | UDR   | Deux-Sèvres (1re)                               | 50,72 %  |
| Jacques Fouchier                        |  | CD    | Deux-Sèvres (2e)                                | 70,27 %  |
| Augustin Bordage                        |  | UDR   | Deux-Sèvres (3e)                                | 60,34 %  |
| Jean-Louis Massoubre                    |  | UDR   | Somme (2e)                                      | 56,38 %  |
| Émile Luciani                           |  | UDR   | Somme (5e)                                      | 55,36 %  |
| Paul Caillaud                           |  | RI    | Vendée (1re)                                    | 72 %     |
| Marcel Bousseau                         |  | UDR   | Vendée (2e)                                     | 60,72 %  |
| Vincent Ansquer                         |  | UDR   | Vendée (4e)                                     | 86,49 %  |
| Pierre Vertadier                        |  | UDR   | Vienne (1re)                                    | 54,69 %  |
| Claude Peyret                           |  | UDR   | Vienne (3e)                                     | 62,39 %  |
| Marcel Hoffer                           |  | UDR   | Vosges (1re)                                    | 51,35 %  |
| Maurice Lemaire                         |  | UDR   | Vosges (2e)                                     | 53,78 %  |
| Christian Poncelet                      |  | UDR   | Vosges (3e)                                     | 71,38 %  |
| Albert Voilquin                         |  | RI    | Vosges (4e)                                     | 71,5 %   |
| Jean Chamant                            |  | RI    | Yonne (2e)                                      | 65,03 %  |
| Waldeck L'Huillier                      |  | PCF   | Hauts-de-Seine (1re)                            | 54,86 %  |
| Waldeck Rochet                          |  | PCF   | Seine-Saint-Denis (3e)                          | 51,83 %  |
| Maurice Nilès                           |  | PCF   | Seine-Saint-Denis (4e)                          | 53,03 %  |
| Georges Gosnat                          |  | PCF   | Val-de-Marne (3e)                               | 50,73 %  |
| Pierre Billotte                         |  | UDR   | Val-de-Marne (5e)                               | 50,23 %  |
| Roland Nungesser                        |  | UDR   | Val-de-Marne (6e)                               | 50,32 %  |
| Léon Feix                               |  | PCF   | Val-d'Oise (3e)                                 | 51,84 %  |
| Hector Rivierez                         |  | UDR   | Guyane (CU)                                     | 57,12 %  |
| Camille Petit                           |  | UDR   | Martinique (1re)                                | 67,25 %  |
| Aimé Césaire                            |  | PPM   | Martinique (2e)                                 | 52,03 %  |
| Victor Sablé                            |  | RI    | Martinique (3e)                                 | 62,36 %  |
| Michel Debré                            |  | UDR   | La Réunion (1re)                                | 78,95 %  |
| Jean Fontaine                           |  | DVD   | La Réunion (2e)                                 | 60,42 %  |
| Marcel Cerneau                          |  | CD    | La Réunion (3e)                                 | 65,32 %  |
| Abdoulkader Moussa Ali                  |  | UDR   | Territoire français des Afars et des Issas (CU) | 85,07 %  |
| Ahmed Mohamed                           |  | UDR   | Comores (CU)                                    | 77,12 %  |
| Said Ibrahim bin Said Ali               |  | UDR   | Comores (CU)                                    | 77,12 %  |
| Rock Pidjot                             |  | UC    | Nouvelle-Calédonie et dépendances (CU)          | 50,87 %  |
| Francis Sanford                         |  | CD    | Polynésie française (CU)                        | 58,37 %  |
| Jacques-Philippe Vendroux               |  | UDR   | Saint-Pierre-et-Miquelon (CU)                   | 100,00 % |
| Benjamin Brial                          |  | UDR   | Wallis-et-Futuna (CU)                           | 55,25 %  |

## Analyse
|     |     | Progrès et démocratie moderne | Progrès et démocratie moderne | Progrès et démocratie moderne | Progrès et démocratie moderne | Union des républicains de progrès | Union des républicains de progrès | Union des républicains de progrès |
| PCF | PPM | CD                            | CR                            | UC                            | CNIP                          | DVD                               | RI                                | UDR                               |
| --- | --- | ----------------------------- | ----------------------------- | ----------------------------- | ----------------------------- | --------------------------------- | --------------------------------- | --------------------------------- |
|     |     |                               |                               |                               |                               |                                   |                                   |                                   |
| 6   | 1   | 5                             | 1                             | 1                             | 1                             | 2                                 | 30                                | 122                               |